# Соловов, Михаил Александрович
Михаил Александрович Соловов (1879 — 1941) — российский и советский военный деятель, начальник Главного управления РККВВФ, инженер-механик (1913), полковник (1917).

## Биография
На военной службе с 1899. Окончил курсы Морского инженерного училища императора Николая I в 1910. Проходил службу в составе Морского ведомства в должностях младшего инженер-механика (1902-1905), исполняющего должность старшего судового механика минного крейсера «Абрек» (1905-1906), судовой механик яхты «Нева» (1906-1907).
С июня 1917 в штате Управления Военного Воздушного Флота, исполняющий должность начальника 8-го (по заводскому хозяйству) отделения, с 11 октября исполняющий должность помощника начальника Управления по техническо-хозяйственной части. С марта 1918 в РККА. Начальник Главного управления РККВВФ с 24 мая до 1 августа  1918. С июля 1918 начальник заготовительного отдела того же управления, позднее в составе Высшего совета народного хозяйства Российской Республики.

### Звания
- Полковник (1917).

## Награды
Ордена Святой Анны 3-й степени (1909), Святого Станислава 2-й степени (1912), Святой Анны (1914), Святого Владимира 4-й степени (1915); медали «В память 300-летия царствования дома Романовых» (1913), «В память 200-летия Гангутской победы» (1915); иностранные ордена и медали.